# Provincia del Gran Pará
La provincia del Gran Pará (en portugués: província do Grão-Pará), y a partir de 1850 conocida solamente como provincia de Pará, fue una unidad administrativa y territorial de fines del período colonial y de la época imperial de Brasil, originada a partir de las capitanías del Gran Pará y del Río Negro. Duró desde 1821 hasta 1889.
El proceso de ruptura política entre Brasil y Portugal creó en la provincia de Gran Pará un estado de incertidumbre. En 1821, la capitanía de Río Negro (la parte occidental del Gran Pará) fue elevada a provincia, como ocurrió con las demás capitanías. Sin embargo la región de Río Negro no fue incluida entre las provincias del Imperio del Brasil en la Constitución de 1824.
Su situación no sería definida hasta 1833, cuando el Código Penal degradó la provincia a la condición de comarca subordinada a la provincia de Pará. La región reanudó su autonomía en 1850, con la creación de la provincia de Amazonas.